# Božin Laskov
Božin Laskov (15. února 1922 – 2. dubna 2007) je bývalý bulharský fotbalový útočník, který reprezentoval Československo.
Za československou reprezentaci odehrál roku 1953 tři utkání, dvakrát startoval i v reprezentačním B mužstvu a dal zde jeden gól. V bulharské lize hrál za Levski Sofia (1941–1946), dal zde 40 branek v 56 ligových utkáních a dvakrát získal bulharský titul (1942, 1946), šestkrát reprezentoval i Bulharsko. V československé lize odehrál 158 utkání a dal 66 gólů. Hrál za SK Židenice (1946–1947), ŠK Bratislava (1947–1952) a ČH Bratislava (1953–1956). Se Slovanem získal třikrát titul mistra republiky (1949, 1950, 1951).